# HD33204
HD33204 — подвійна зоря. 
Ця подвійна система має видиму зоряну величину в смузі V приблизно 6,1.
Вона розташована на відстані близько 178,4 світлових років від Сонця.

## Подвійна зоря
Головна зоря цієї системи належить до хімічно пекулярних зір й має спектральний клас A4.
Інша компонента має  спектральний клас F2.

## Фізичні характеристики
Зоря HD33204 обертається 
досить швидко 
навколо своєї осі. Проєкція її екваторіальної швидкості на промінь зору становить  Vsin(i)= 87км/сек.
Телескоп Гіппаркос зареєстрував фотометричну змінність  даної зорі з періодом    1,40 доби в межах від  Hmin= 6,05 до  Hmax= 6,00.